# Mutter Gans – Die alten Ammenreime

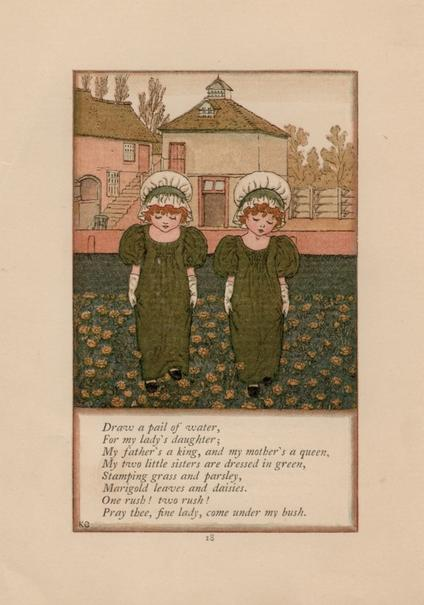
Kate Greenaways Illustration zu dem Reim Draw a Pail of Water aus der Originalausgabe von 1881

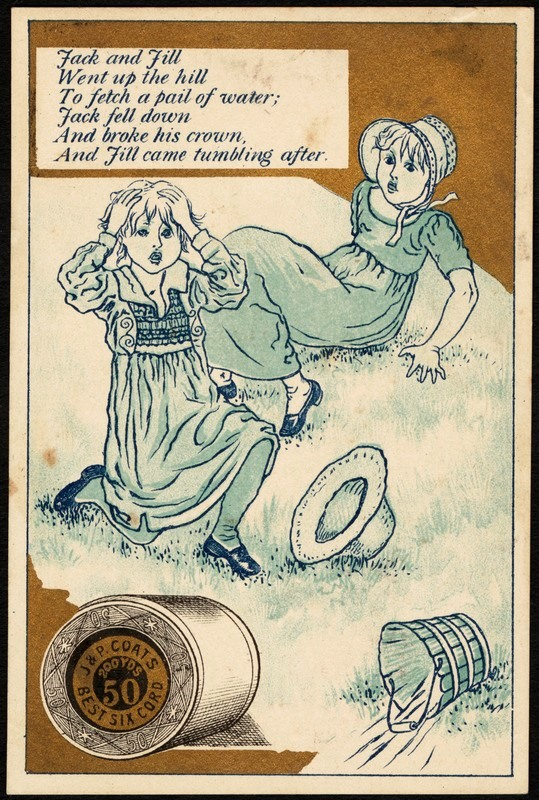
Eine chromolithografische Werbekarte, basierend auf Kate Greenaways Illustration von Jack und Jill aus der Originalausgabe von 1881

Mutter Gans – Die alten Ammenreime (englischer Originaltitel Mother Goose or The Old Nursery Rhymes) ist ein Bilderbuch mit 42 Mother-Goose-Reimen der englischen Aquarellmalerin und Illustratorin Kate Greenaway, das im Jahr 1881 beim Verlag Routledge veröffentlicht wurde. Die deutsche Erstausgabe erschien 1973 beim Insel Verlag.

## Inhalt
Die 42 Mother-Goose-Reime wie beispielsweise Jäcki und Jilli (Jack and Jill) oder Des Pfeifers Sohn, der Tom (Tom, Tom, the Piper's Son) sind meist nur wenige Zeilen lang und vornehmlich im angloamerikanischen Raum sowie in Großbritannien populär. Das Buch gehört dort vor allem wegen Greenaways Illustrationen zu den Kinderbuchklassikern: Sie zeigen das idealisierte Bild einer Kindheit in ländlicher Idylle. Greenaway, die im Londoner East End aufwuchs, kannte das Landleben aus Besuchen bei ihren Verwandten in Nottinghamshire.

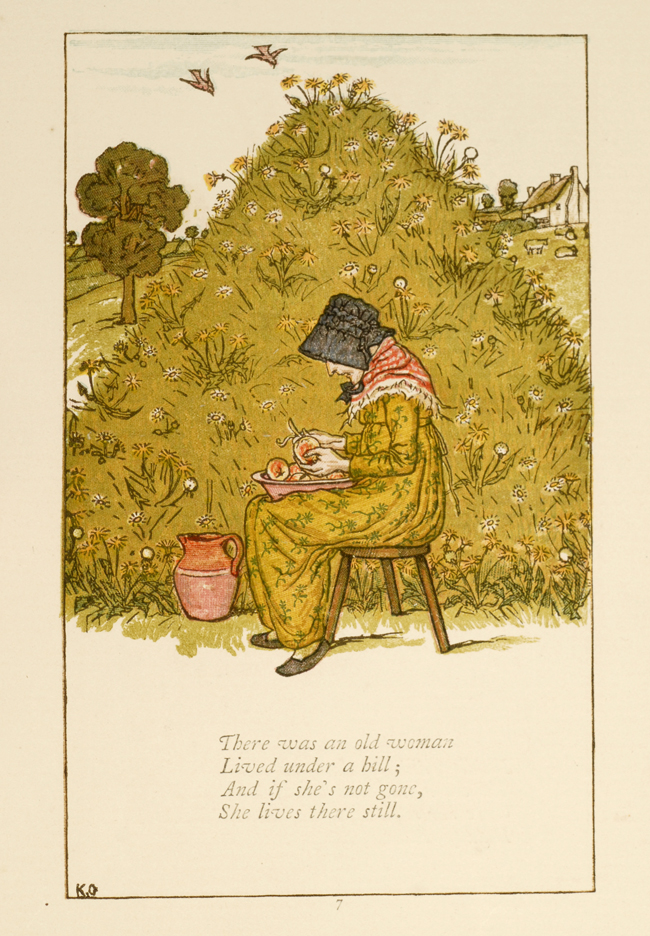
Illustration zu dem Reim There was an old woman aus der Originalausgabe von 1881

## Rezeption
Wendy Osgerby schreibt in ihrer Rezension: „Nach dem Erfolg ihres ersten Buches Am Fenster (englischer Originaltitel Under the Window, 1879) stand Kate Greenaway unter Druck, einen weiteren Bestseller abzuliefern. Mother Goose war kommerziell zwar nicht ebenso erfolgreich, gewann aber die Anerkennung vieler Kritiker, darunter auch die des Künstlers Walter Crane … Die Kleider sind im Regency-Stil gehalten und bewirkten damals ein Wiederaufleben jener Mode. Das viktorianische England war begeistert von einer so zauberhaften Darstellung der unschuldigen Kindheit, vielleicht auch als Ausgleich zum Realismus eines Charles Dickens.“ Lisa A. Wroble schreibt im Guide to Literary Masters & Their Works: „Mutter Gans – Die alten Ammenreime war so beliebt, dass es im selben Jahr dreimal in der Zeitschrift Punch abgedruckt wurde.“

## Referenzen
Mutter Gans – Die alten Ammenreime ist in dem literarischen Nachschlagewerk 1001 Kinder- und Jugendbücher – Lies uns, bevor Du erwachsen bist! für die Altersstufe 3+ Jahre enthalten.

## Ausgaben
- Mother Goose or The Old Nursery Rhymes. Routledge, GB 1881 (englisch).
- Mutter Gans – Die alten Ammenreime. Insel-Verlag, 1973.